# Língua safene
Safene (Saafen), ou Saafi-Saafi é a mais importante das línguas cangin, sendo falada por cerca de 200 mil pessoas no Senegal na região de Thiès, nas áreas próximas a Dakar.

## Ortografia
O Safen é escrito tanto com o alfabeto latino (23 consoantes e 5 vogais como a escrita árabe.
| Aa | Bb | Ɓɓ | Cc | Dd | Ɗɗ | Ee | Ff | Gg | Hh | Ii | Jj | Kk | Ll | Mm | Nn | Ññ | Ŋŋ | Oo | Pp | Rr | Ss | Tt | Uu | Ww | Yy | Ƴƴ | ’ |

## Amostra de texto
Kooɗkiɗiŋ rehi
Diski kurki nik, wa raakiɗ taŋgo na oonoon. Taŋgooci ca raakiɗ kac na atoh. Ŋoonoon ci, merehmiŋ, kehci w-a baahiɗ. Wa beeñ. Baabiŋ Jileen yii kooɗkiɗ rehi. A ɓayiɗ ndaŋg, gup, yul na sarto haɓiɗoha yoohon ca.
Português
Preparação para a estação de chuvas
No lugar onde a cidade está localizada há colinas e um vale. As colinas, têm pedregulhos de laterita e pedras. A areia nos vales é boa terra. É arenosa. O pai de Jileen está se preparando para a estação chuvosa. Ele toma um machete, uma enxada, um ancinho e uma foice para os campos, para prepará-los.